# اريك فريمان
اريك فريمان (بالإنجليزية: Eric Freeman)‏ هو ممثل أمريكي، ولد في 13 يوليو 1965 في الولايات المتحدة.

## وصلات خارجية
- اريك فريمان على موقع IMDb (الإنجليزية)
- اريك فريمان على موقع أول موفي (الإنجليزية)
- اريك فريمان على موقع قاعدة بيانات الفيلم (الإنجليزية)